# The Quintessential Quintuplets
Pour le film tiré du manga, voir The Quintessential Quintuplets (film).
The Quintessential Quintuplets (litt. « Les Quintuplées Quintessentielles »), connue au Japon sous le titre Go-tōbun no hanayome (五等分の花嫁, litt. « La jeune mariée en cinq parts égales ») et également stylisée 5-Tōbun no hanayome, est une série de manga écrite et dessinée par Negi Haruba. L'histoire suit la comédie romantique de Fūtarō Uesugi, un lycéen vivant dans la pauvreté mais avec de très bons résultats scolaires, qui est engagé comme tuteur pour les cinq sœurs, Ichika, Nino, Miku, Yotsuba et Itsuki Nakano, ayant chacune une personnalité différente mais détestant les études.
La série est prépubliée dans le magazine de shōnen manga de Kōdansha Weekly Shōnen Magazine entre août 2017 et février 2020 ; elle est composée au total de quatorze volumes tankōbon. La version française est publiée par Pika Édition de février 2020 à avril 2022. Une adaptation en une série télévisée d'animation par Tezuka Productions est diffusée entre janvier et mars 2019. Une deuxième saison par Bibury Animation Studios est diffusée entre janvier et mars 2021. Le film The Quintessential Quintuplets the Movie, adaptant la fin du manga, est sorti le 20 mai 2022 au Japon. Un animé spécial The Quintessential Quintuplets ∽ adaptant des histoires inédites dans les précédentes productions d'animation est annoncé pour l'été 2023 à la télévision et le 14 juillet 2023 dans les salles japonaises,.
La série est un succès commercial, étant le 5e manga le plus vendu en 2019 et le 3e manga le plus vendu au premier semestre 2020 au Japon. En 2019, le manga a remporté le prix de la catégorie shōnen lors du 43e Prix du manga Kōdansha.

## Synopsis
Dans un saut en arrière, alors qu'il s'est assoupi dans la salle de la cérémonie le jour de son mariage, le marié, Fūtarō Uesugi, se souvient de la première rencontre avec sa femme.
À cette époque, Fūtarō est encore un lycéen en deuxième année qui obtient d'excellentes notes à l'école, mais d'un autre côté il mène une vie difficile : orphelin de mère et sans amis, il vit dans la pauvreté avec sa petite sœur Raiha à cause des problèmes d'argent de son père, ayant contracté de lourdes dettes. Un jour, Fūtarō fait la connaissance d'Itsuki Nakano, une nouvelle étudiante transférée dans son lycée, qui lui demande de lui apprendre à étudier. Cependant, Fūtarō refuse sa requête et l'énerve par-dessus en lui répondant nonchalamment. Aussitôt après cette conversation, Raiha l'informe que leur père lui a trouvé un petit boulot qui consiste à être « le tuteur de la fille d'un millionnaire », un travail qu'il accepte afin d'effacer la dette familiale.
Toutefois, il se rend vite compte que son travail est en réalité d'enseigner aux quintuplées Nakano, dont Itsuki en est la cadette, et doit les aider à obtenir leur diplôme. Fūtarō est très perplexe face aux cinq sœurs aux différentes personnalités, et qui ont en commun le désintérêt total pour les études qui s'exprime par des notes épouvantables. La plupart des quintuplées s'opposent à la présence d'un homme inconnu dans leur appartement, mais avec sa ténacité assidue et le soutien de la quatrième sœur, Yotsuba, Fūtarō continue d'intéragir avec les quintuplées à travers divers événements dont le festival d'été, et réussit à gagner progressivement la confiance de la troisième et la première sœur, respectivement Miku et Ichika. Cependant, Fūtarō passe tout de même son premier examen à mi-parcours en tant que tuteur sans la coopération de la deuxième et la cinquième sœur, Nino et Itsuki. Bien que le résultat de l'examen ait été plus élevé que la dernière fois, elles ne parviennent pas à avoir la moyenne, Fūtarō, qui devait éviter qu'elles échouent toutes les cinq, décide de démissionner tout en laissant des conseils aux quintuplées. Néanmoins, Nino, jusqu'alors peu coopérative, prend la défense de Fūtarō en faisant un faux rapport à son père pour qu'il continue son tutorat pour le moment.

## Personnages

### La famille Uesugi
Fūtarō Uesugi (上杉 風太郎, Uesugi Fūtarō)
Voix japonaise : Yoshitsugu Matsuoka,, Mutsumi Tamura (enfant)
Un lycéen japonais à la personnalité franche qui obtient d'excellentes notes mais qui n'a pas d'amis. Il vit dans un petit appartement avec sa famille démunie composée d'un père paresseux et désordonné, généralement ignoré, et d'une jeune sœur assidue, Raiha ; elle est la seule personne qui prend soin de Fūtarō et vice versa. Fūtarō est toujours sérieux et dévoué à ses efforts pour aider les sœurs Nakano à améliorer leurs résultats scolaires, mais il peut parfois se montrer prétentieux ou moqueur. Dans son carnet d'élève, il garde une photo d'une fille rencontrée à Kyoto alors qu'il était enfant, qui a été la raison l'ayant poussé à étudier ; cette fille se révélant être l'une des quintuplées Nakano.
Raiha Uesugi (上杉 らいは, Uesugi Raiha)
Voix japonaise : Natsumi Takamori,
La petite sœur enjouée de Fūtarō ; étant la seule femme et la plus soucieuse de sa famille, elle est en réalité à la tête de la petite famille. Ses expressions faciales mignonnes vont souvent influencer le cœur des autres. Appréciant le dur travail que fait son frère pour sa famille, elle retarde parfois le dîner jusqu'à son retour tardif à la maison pour pouvoir lui préparer son repas préféré.
Isanari Uesugi (上杉 勇也, Uesugi Isanari)
Voix japonaise : Satoshi Hino (ja),
Le père de Fūtarō et de Raiha. Il a des cheveux blonds et porte des lunettes de soleil sur la tête. Ayant une personnalité décontractée, il est quelque peu immature pour son âge, si bien qu'il conseille à Futaro de ne pas étudier si dur. Depuis le décès de sa femme, il a dû travailler d'arrache-pied pour pouvoir élever ses deux enfants seul.

### Les sœurs Nakano

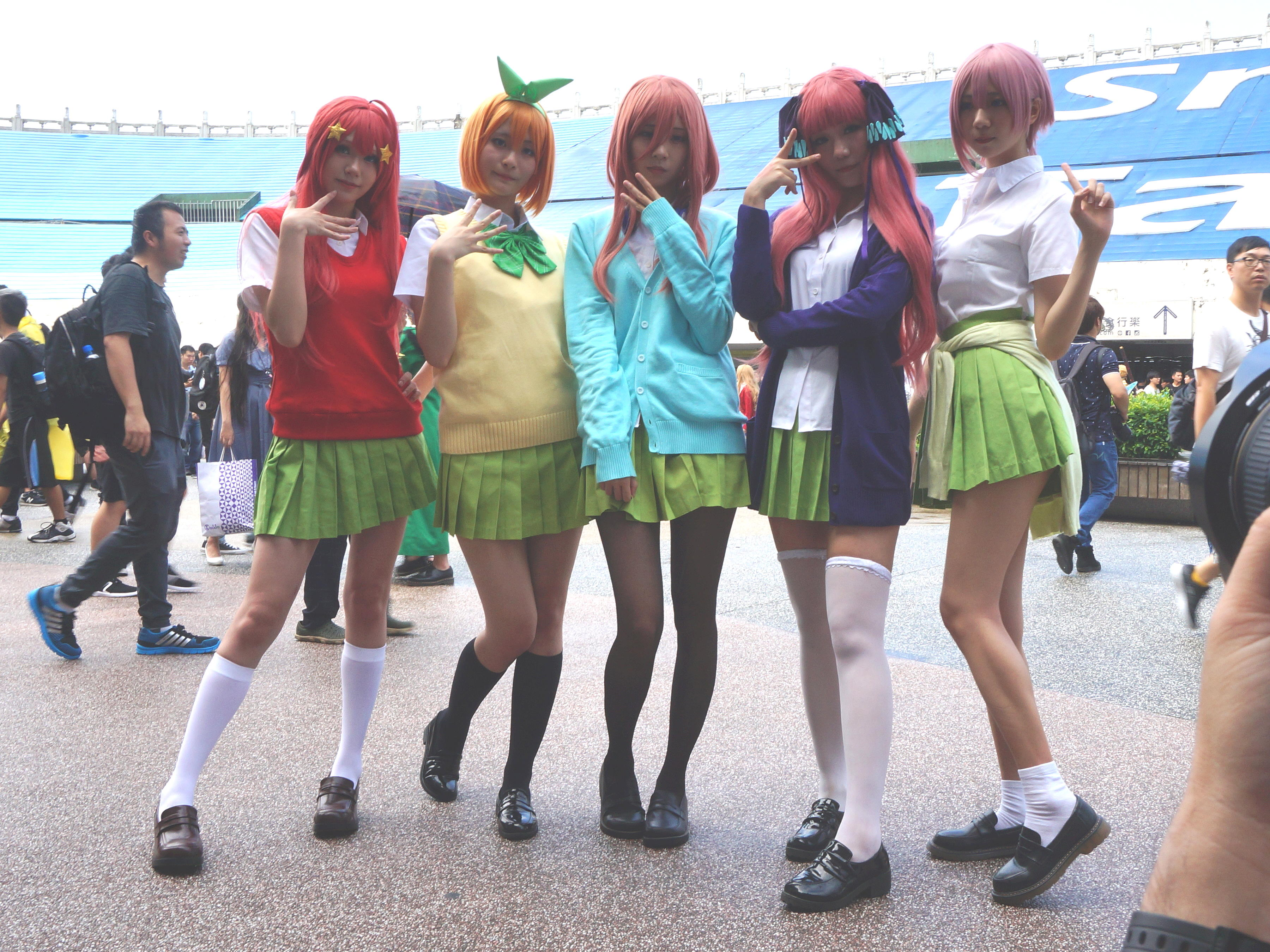
Cosplay des sœurs Nakano (depuis la gauche : Itsuki, Yotsuba, Miku, Nino et Ichika) durant la Fancy Frontier 34 à Taipei (Taiwan).

Étant physiquement identiques, elles ont toutes de grands yeux bleus, des cheveux légèrement rougeâtres, un joli visage expressif et une silhouette bien proportionnée. Malgré leurs coiffures différentes, les sœurs sont très bonnes pour s'imiter mutuellement et le font souvent pour des farces ou pour des raisons pratiques. Elles sont nées le 5 mai.
Les sœurs vivent ensemble dans un somptueux appartement en duplex et, en suivant la philosophie du « go-tōbun » (五等分, litt. « cinq parties, réparties équitablement ») transmise par leur défunte mère, se considèrent comme cinq parties d'un ensemble. Bien qu'elles partagent de terribles notes et le manque de désir d'étudier, elles sont également respectueuses et commencent à apprécier le travail que Fūtarō leur consacre.
Ichika Nakano (中野 一花, Nakano Ichika)
Voix japonaise : Kana Hanazawa,
La sœur aînée aux cheveux courts qui ne porte pas d'accessoire. Elle est le modèle de la grande sœur par excellence : une combinaison de bienveillance, de réflexion, de sagesse et de plaisanterie. Elle aime dormir et sa chambre se retrouve souvent dans un énorme désordre. Elle aspire à devenir une actrice de cinéma et y consacre la majeure partie de son temps et de ses ressources, au point de devoir quitter l'école pour se concentrer sur sa carrière d'actrice. Elle désigne Fūtarō en l'appelant « Fūtarō-kun » (フータロー君).
Nino Nakano (中野 二乃, Nakano Nino)
Voix japonaise : Ayana Taketatsu,
La seconde sœur aux longs cheveux avec deux rubans ressemblant à des papillons sur les côtés. Elle porte des lentilles de contact depuis trois ans en raison de sa mauvaise vue. Bien qu'elle soit attentionnée et enjouée avec ses sœurs, elle montre une personnalité grincheuse, parfois grossière et agressive à des personnes extérieures à leur groupe. Elle est à la mode et habile en cuisine, laissant entendre qu'elle rêvait de devenir chef. L'unité des sœurs lui est primordiale ; considérant Fūtarō comme un intrus, elle a pris des mesures extrêmes, parfois illégales, pour tenter de le bannir de son appartement. Elle désigne Fūtarō en l'appelant « Toi » (あんた, Anta), et quelquefois « Uesugi » (上杉).
Miku Nakano (中野 三玖, Nakano Miku)
Voix japonaise : Miku Itō,
La troisième sœur aux cheveux mi-longs et au regard « sans émotion », elle porte aussi en temps normal un casque audio spécifique autour de son cou. D'une personnalité calme et passive, elle a peu d'amis et un intérêt pour les seigneurs de guerre d'époques spécifiques de l'histoire japonaise. Très mauvaise cuisinière, elle a commencé à se concentrer pour s'améliorer dans ce domaine après que Fūtarō a déclaré qu'il préférait les filles sachant cuisiner. Elle désigne Fūtarō en l'appelant « Fūtarō » (フータロー).
Yotsuba Nakano (中野 四葉, Nakano Yotsuba)
Voix japonaise : Ayane Sakura,
La quatrième sœur à la coupe au carré portant un ruban vert en forme d'oreilles de lapin. Toujours joyeuse et amicale, elle est aussi une bonne sportive, mais sa personnalité constamment dynamique peut agacer les autres. Elle obtient souvent des 0 aux tests scolaires. Ses actions suggèrent généralement soit une absence totale de pensée, soit des plans complexes et inconscients bien au-delà de tout ce que les autres personnages peuvent imaginer. Elle est la seule à accepter immédiatement Fūtarō comme tuteur. Elle soutient et porte toujours son attention aux autres, en particulier à ses sœurs et Futaro. Elle a aussi la mauvaise habitude de faire passer les besoins des autres avant les siens. Elle désigne Fūtarō en l'appelant « Uesugi-san » (上杉さん).
Itsuki Nakano (中野 五月, Nakano Itsuki)
Voix japonaise : Inori Minase,
La benjamine des cinq sœurs. Elle a de longs cheveux avec un ahoge expressif et deux épingles à cheveux en forme d'étoiles à côté de ses yeux. Elle a une personnalité miroir : toujours amicale avec ses connaissances et ses camarades de classe, mais la présence de Fūtarō, qui l'avait frustrée et insultée lors de leur rencontre au lycée, la met immédiatement en rogne. Elle adore manger et étudie sérieusement, même si ses méthodes doivent être améliorées. Depuis qu'elle était petite, elle était proche de sa mère, Rena. Après son décès, elle a décidé de faire face à sa perte en essayant de remplacer Rena en tant que figure maternelle des quintuplées, avec des résultats infructueux. Elle désigne Fūtarō en l'appelant « Uesugi-kun » (上杉君).

## Manga

### Origine et écriture

Logo original de la série.

L'idée d'un « groupe de quintuplés tombant amoureux de la même personne » existait avant même la publication en feuilleton de la précédente série de Negi Haruba, Rengoku no Karma (ja) (2014-2015, scénarisé par Shun Hirose), mais n'était qu'un simple brouillon dont l'éditeur en chef a rejeté le manuscrit. Durant l'année qui suivit la fin de Rengoku no Karma, il aborde avec son éditeur les thèmes de son prochain travail et finit par réinclure l'idée des « quintuplés », qui a été cette fois-ci acceptée par ce dernier. Après des échecs au cours de deux à trois réunions éditoriales, il a finalement été décidé de publier au préalable un chapitre unique, sorti dans le 8e numéro du Weekly Shōnen Magazine le 25 janvier 2017 ; la publication en série est validée après la bonne réception du one-shot.
En décidant dès le début que les quintuplés seraient les protagonistes, son éditeur a rapidement rejeté les propositions ultérieures d'Haruba de dériver sur des quadruplés et sextuplés. L'auteur reconnaît que le concept des quintuplés lui est venu en tête en supposant qu'il désirait faire une référence à Super sentai ; il voulait au départ désigner les quintuplées par des couleurs individuelles : Ichika (jaune), Nino (noir), Miku (bleu), Yotsuba (vert) et Itsuki (rouge). Les quintuplées ont été conçues à partir de personnages féminins qu'Haruba affectionne particulièrement, répertoriant environ 15 à 20 d'entre eux qui sont issus de « certaines œuvres tranche de vie comprenant uniquement des filles », dont il en a extirpé les caractéristiques qui lui plaisaient pour les parfaire et les mettre en avant chez les sœurs Nakano. La dénomination des quintuplées est finalement modifiée pour suivre l'idée d'ajouter des nombres dans leurs noms alors que la conception des personnages était presque complétée. Pour l'adaptation en anime, Haruba a lui-même suggéré d'accentuer davantage la différenciation des colorations des cheveux des quintuplées Nakano de sorte qu'elles se distinguent mieux les unes des autres ; la couleur des cheveux de la mariée dans le saut en avant est par conséquent une couleur située entre les cinq sœurs.
Le saut en avant dans lequel Fūtarō finit par épouser uniquement l'une des quintuplées Nakano est une volonté d'Haruba afin d'écarter la possibilité d'épouser les cinq filles, qu'il considère comme une fin décourageante, mais également de donner « un peu plus de crédibilité à l'histoire ». En décidant que les quintuplées auraient dans tous les cas des sentiments négatifs envers Fūtarō depuis le début, Haruba s'était déterminé à développer leur relation passant d'une aversion à l'amour, à l'exception de Yotsuba, qui doit servir de guide pour Fūtarō dans la progression de l'histoire.
Bien qu'il soit assez courant que les mangas de comédie romantique avec un harem comportent du fan service avec des représentations aguicheuses des personnages, Haruba a essayé de l'éviter dans une certaine mesure après le premier volume, bien qu'il admet en avoir ajouté un peu au début du manga par respect des « codes du genre ». De son point de vue, « le bon fan service c'est d'être fidèle aux personnages, de leur rendre justice », montrer des culottes qui sont portées, c'est-à-dire panchira, rend les personnages moins mystérieux et donc moins intéressants pour les lecteurs. La « bonne limite » selon lui est de jouer sur l'ambiguïté de ces scènes afin de garder les personnages intéressants tout en conduisant à l'imagination des lecteurs,. Une apparition en maillot de bain des Nakano est tout de même incorporée avec le 92e chapitre car Haruba pensait qu'un chapitre avec des maillots de bain devrait exister avant de terminer l'histoire.

### Publications
La série Go-tōbun no hanayome (五等分の花嫁) est lancée dans les 37e et 38e numéros combinés de 2017 du magazine de prépublication de shōnen manga Weekly Shōnen Magazine, paru le 9 août 2017. Le 122e et dernier chapitre de la série est publié dans le 12e numéro de 2020, sorti le 19 février 2020,,. Les chapitres sont rassemblés et édités dans le format tankōbon par Kōdansha avec le premier volume publié en juillet 2015 ; la série compte au total quatorze volumes tankōbon,. Kōdansha édite une version « toute en couleur » de la série avec le premier volume publié en avril 2020.
Une série de cinq fanbook est éditée par Kōdansha qui est centrée sur chacune sur des sœurs Nakano avec des illustrations de ces dernières et des entretiens avec l'auteur. L'édition sur Ichika est publiée entre le 15 novembre 2019  (ISBN 978-4-06-516921-6), celle de Nino le 17 décembre 2020  (ISBN 978-4-06-517164-6), suivie de Miku le 17 janvier 2020  (ISBN 978-4-06-517361-9), puis Yotsuba le 17 février 2020  (ISBN 978-4-06-518174-4), et enfin celle d'Itsuki le 17 mars 2020  (ISBN 978-4-06-518558-2).

### Publications à l'étranger
En octobre 2019, la maison d'édition Pika Édition a annoncé l'acquisition de la série pour la version française, sous le titre international The Quintessential Quintuplets, avec une traduction de Soizic Schoonbroodt et dont les deux premiers volumes sont sortis en février 2020,. En France, l'édition couleur est publié à partir du 6 avril 2022 par l'éditeur Pika Édition,. À l'occasion des Lucca Comics and Games 2019, Edizioni BD a annoncé l'acquisition des droits pour la publication du manga en italien à partir de septembre 2020. Egmont Manga édite une version allemande du manga depuis mars 2020. Annoncé en février 2020, Norma Editorial édite la série en espagnol en Espagne depuis mars 2019,. Une version polonaise est éditée par Studio JG depuis octobre 2020.
En Amérique du Nord, le manga est publié par la maison d'édition Kodansha Comics depuis juin 2018,. Editorial Ivrea (es) publie une version espagnole en Argentine depuis novembre 2019. Le groupe Panini publie deux éditions de la série en Amérique du Sud : une en espagnol pour le Mexique depuis décembre 2019 et une autre version en portugais brésilien depuis avril 2020,.
Tong Li Publishing publie la série en chinois traditionnel depuis février 2017. En Chine, la série est publiée numériquement par bilibili. En Indonésie, la série est éditée par Elex Media Komputindo depuis décembre 2019,.

## Adaptations

### Anime
Une adaptation en une série télévisée d'animation est annoncée dans les 36e et 37e numéros combinés du Weekly Shōnen Magazine, sorti le 8 août 2018,. Celle-ci est réalisée par Satoshi Kuwabara et écrite par Keiichirō Ōchi au sein du studio d'animation Tezuka Productions ; les character designs sont gérés par Michinosuke Nakamura et Gagakuga, accompagné d'une bande originale composée par Natsumi Tabuchi, Hanae Nakamura et Miki Sakurai,. La série est diffusée entre le 11 janvier et le 29 mars 2019 sur TBS, et un peu plus tard sur SUN et BS-TBS,. Elle est composée de 12 épisodes répartis dans cinq coffrets Blu-ray/DVD.
Lors d'un événement spécial de l'anime qui s'est tenu le 5 mai 2019, il est annoncé qu'une deuxième saison sera produite,. Avec la publication du dernier chapitre du manga en février 2020, il est révélé que la deuxième saison, intitulée Go-tōbun no hanayome ∬ (五等分の花嫁∬), est cette fois-ci réalisée par Kaori chez Bibury Animation Studios avec les scripts de Keiichirō Ōchi, ; ils sont accompagnés de Masato Katsumata comme character designer, qui est aussi le chef animateur, Akihito Ougiyama en tant que chef décorateur, Aiko Matsuyama au rôle de responsable des couleurs, Daisuke Chiba comme directeur du compositing, Mutsumi Takemiya au montage, et avec Hajime Takakuwa en tant que directeur du son chez Dax Production tandis que la bande originale est de nouveau composée par Hanae Nakamura et Miki Sakurai chez Nichion.
La deuxième saison était initialement prévue d'être diffusée en octobre 2020 sur TBS, avant un report pour janvier 2021 en raison de l'impact de la pandémie de Covid-19 au Japon sur la production; le directeur du studio Tensho (ja) confirme néanmoins en octobre 2020 que la production de la série serait terminée avant sa diffusion. Celle-ci est officiellement diffusée depuis le 8 janvier 2021 sur TBS, SUN et BS11,. Elle est composée de 12 épisodes répartis dans cinq coffrets Blu-ray/DVD.
Avec la diffusion du dernier épisode de la deuxième saison le 26 mars 2021, TBS Animation révèle qu'une suite est en cours de production,.
Crunchyroll détient les droits de diffusion en streaming de la première saison dans le monde entier, sauf en Asie et au Moyen-Orient, sous le titre anglais The Quintessential Quintuplets ; la plateforme américaine diffuse également la deuxième saison dans le monde entier, sauf en Asie, sous le titre The Quintessential Quintuplets ∬. Funimation a produit une version doublée en anglaise de la série. Children's Playground Entertainment, filiale de bilibili, détient la licence de la série pour l'Asie et la diffuse sur la plateforme chinoise.

#### Liste des épisodes
| The Quintessential Quintuplets (1re saison) | The Quintessential Quintuplets (1re saison) | The Quintessential Quintuplets (1re saison)             | The Quintessential Quintuplets (1re saison) |
| No                                          | Titre de l'épisode en français              | Titre original                                          | Date de 1re diffusion                       |
| ------------------------------------------- | ------------------------------------------- | ------------------------------------------------------- | ------------------------------------------- |
| 1                                           | Cinq nuances de fiancée                     | 五等分の花嫁 Go-tōbun no hanayome                       | 11 janvier 2019                             |
| [Chapitres 1-2]                             |                                             |                                                         |                                             |
| 2                                           | Déclaration sur le toit                     | 屋上の告白 Okujō no kokuhaku                            | 18 janvier 2019                             |
| [Chapitres 3-4]                             |                                             |                                                         |                                             |
| 3                                           | Une montagne de problèmes                   | 問題は山積み Mondai wa yamazumi                         | 25 janvier 2019                             |
| [Chapitres 5-6]                             |                                             |                                                         |                                             |
| 4                                           | Une journée de congé                        | 今日はお休み Kyō wa oyasumi                             | 1er février 2019                            |
| [Chapitres 7-8-9]                           |                                             |                                                         |                                             |
| 5                                           | Un éventail de quintuplées                  | 全員で五等分 Zen'in de go-tōbun                         | 8 février 2019                              |
| [Chapitres 10-11-12]                        |                                             |                                                         |                                             |
| 6                                           | Au fil du temps                             | 積み上げたもの Tsumiageta mono                          | 15 février 2019                             |
| [Chapitres 13-15-16-17-18]                  |                                             |                                                         |                                             |
| 7                                           | Un vilain petit menteur                     | 嘘つき嘘たろう Usotsuki usotarou                        | 22 février 2019                             |
| [Chapitres 18-19-20]                        |                                             |                                                         |                                             |
| 8                                           | La photo du début                           | 始まりの写真 Hajimari no shashin                        | 1er mars 2019                               |
| [Chapitres 13-14-21-22]                     |                                             |                                                         |                                             |
| 9                                           | Un lien éternel - Première journée          | 結びの伝説１日目 Musubi no densetsu 1-nichi-me          | 8 mars 2019                                 |
| [Chapitres 22-23-24]                        |                                             |                                                         |                                             |
| 10                                          | Un lien éternel - Deuxième journée          | 結びの伝説２日目 Musubi no densetsu 2-nichi-me          | 15 mars 2019                                |
| [Chapitres 25-26-27]                        |                                             |                                                         |                                             |
| 11                                          | Un lien éternel - Troisième journée         | 結びの伝説３日目 Musubi no densetsu 3-nichi-me          | 22 mars 2019                                |
| [Chapitres 28-29-30]                        |                                             |                                                         |                                             |
| 12                                          | Un lien éternel - 2000e journée             | 結びの伝説２０００日目 Musubi no densetsu 2000-nichi-me | 29 mars 2019                                |
| [Chapitres 30-31-32]                        |                                             |                                                         |                                             |

| The Quintessential Quintuplets ∬ (2de saison) | The Quintessential Quintuplets ∬ (2de saison) | The Quintessential Quintuplets ∬ (2de saison)       | The Quintessential Quintuplets ∬ (2de saison) |
| No                                            | Titre de l'épisode en français                | Titre original                                      | Date de 1re diffusion                         |
| --------------------------------------------- | --------------------------------------------- | --------------------------------------------------- | --------------------------------------------- |
| 1                                             | Un jour à Kyoto                               | 今日と京都の凶と共 Kyō to Kyōto no kyō to kyō       | 8 janvier 2021                                |
| [Chapitres 33-34-35]                          |                                               |                                                     |                                               |
| 2                                             | Sept au revoir - Chapitre 1                   | 七つのさよなら 第一章 Nanatsu no sayonara Daiisshō  | 15 janvier 2021                               |
| [Chapitres 39-40-41-42]                       |                                               |                                                     |                                               |
| 3                                             | Sept au revoir - Chapitre 2                   | 七つのさよなら 第二章 Nanatsu no sayonara Dainishō  | 22 janvier 2021                               |
| [Chapitres 42-43-44-45]                       |                                               |                                                     |                                               |
| 4                                             | Sept au revoir - Chapitre 3                   | 七つのさよなら 第三章 Nanatsu no sayonara Daisanshō | 29 janvier 2021                               |
| [Chapitres 46-47-48-49-50]                    |                                               |                                                     |                                               |
| 5                                             | Tu as bien bossé                              | 今日はお疲れ Kyō wa otsukare                        | 5 février 2021                                |
| [Chapitres 48-50-51-52-53-54]                 |                                               |                                                     |                                               |
| 6                                             | Les derniers examens                          | 最後の試験 Saigo no shiken                          | 12 février 2021                               |
| [Chapitres 54-55-56-57-58-59]                 |                                               |                                                     |                                               |
| 7                                             | À l'abordage                                  | 攻略開始 Kōryaku kaishi                             | 19 février 2021                               |
| [Chapitres 59-60-61-62-63]                    |                                               |                                                     |                                               |
| 8                                             | Œufs brouillés                                | スクランブルエッグ Sukuranburueggu                  | 26 février 2021                               |
| [Chapitres 63-64-65-66-67-68]                 |                                               |                                                     |                                               |
| 9                                             | Bienvenue en Terminale                        | ようこそ３年１組 Yōkoso san-nen ichi-kumi           | 5 mars 2021                                   |
| [Chapitres 69-70-71-74]                       |                                               |                                                     |                                               |
| 10                                            | Cinq grues reconnaissantes                    | 五羽鶴の恩返し Gowatsuru no ongaeshi                | 12 mars 2021                                  |
| [Chapitres 36-37-72-73-75-76-77-78]           |                                               |                                                     |                                               |
| 11                                            | La guerre est déclarée - Première partie      | シスターズウォー 前半戦 Shisutāzu Wō Zenhan sen     | 19 mars 2021                                  |
| [Chapitres 79-80-81-82]                       |                                               |                                                     |                                               |
| 12                                            | La guerre est déclarée - Deuxième partie      | シスターズウォー 後半戦 Shisutāzu Wō Kōhan sen      | 26 mars 2021                                  |
| [Chapitres 68-82-83-84-85-86]                 |                                               |                                                     |                                               |

#### Musique
Le groupe Nakano-ke no itsutsugo (中野家の五つ子, litt. « Les Quintuplées de la famille Nakano »), composé des seiyū Kana Hanazawa, Ayana Taketatsu, Miku Itō, Ayane Sakura et Inori Minase, a interprété les chansons des opening des deux saisons ainsi que l'ending de la deuxième saison,. La chanson de l'ending de la première saison est interprétée par Aya Uchida (ja).
| The Quintessential Quintuplets (1re saison)   | Go-tōbun no kimochi (五等分の気持ち) | Nakano-ke no itsutsugo (中野家の五つ子) | Sign                | Aya Uchida (ja)                         |
| The Quintessential Quintuplets ∬ (2de saison) | Go-tōbun no katachi (五等分のカタチ) | Nakano-ke no itsutsugo (中野家の五つ子) | Hatsukoi (はつこい) | Nakano-ke no itsutsugo (中野家の五つ子) |

### Jeux vidéo
Go-tōbun no hanayome: Itsutsugo-chan wa Puzzle o go-tōbun dekinai. (五等分の花嫁 五つ子ちゃんはパズルを五等分できない。) est un jeu de puzzle développé par enish pour les smartphones sous iOS et Android qui est sorti le 27 octobre 2020. Tout en restant dans la continuité du manga en approfondissant les liens avec les quintuplées Nakano, le jeu comporte une histoire originale qui est doublée par les mêmes seiyū de la série d'animation.
Un visual novel intitulé Go-tōbun no hanayome ∬: Natsu no omoide mo go-tōbun (五等分の花嫁∬～夏の思い出も五等分～) est développé et édité par Mages pour les consoles PlayStation 4 et Nintendo Switch. Basée sur la deuxième saison de la série d'animation, l'histoire du jeu reste néanmoins originale en se déroulant sur une île déserte ; les dialogues des personnages sont doublés par les seiyū de l'anime, et dont les chansons de l'opening et de l'ending, respectivement intitulées Minami kaze (みなみかぜ) et Summer Days (サマーデイズ, Samā Deizu), sont interprétées par le groupe Nakano-ke no itsutsugo. Le jeu est sorti le 25 mars 2021 au Japon.

## Accueil

### Prix et classements
En août 2018, la série est classée 8e dans la « catégorie Comics » d'après les votes pour la quatrième édition du « Grand prix Tsugini kuru manga » (次にくるマンガ大賞, Tsugini kuru manga taishō), organisé par le magazine Da Vinci de Media Factory et le site web Niconico.
En 2019, la série est lauréate dans la catégorie du meilleur shōnen aux côtés de To Your Eternity lors du 43e Prix du manga Kōdansha ; lors de la cérémonie de remise des prix, en tant que juge, Ken Akamatsu a encensé The Quintessential Quintuplets comme « la publication complète et ultime de comédie romantique avec un harem comportant des bishōjo » dont « le charme des dessins sont incroyables ».

### Réception critique
Pour les deux premiers tomes de la série, Guillaume Boutet d'Actua BD y dévoile son attrait pour le développement des personnages, notamment les liens des sœurs Nakano qui « apporte une dynamique particulière à la série, très puissante », indiquant également que Haruba parvient à écarter les « écueils du genre » dans un « un très joli dessin, fin et gracieux ». Il poursuit avec les deux tomes suivants et maintient son avis sur les personnages, particulièrement sur les cinq sœurs qui procurent « une perspective singulière et extrêmement attachante au récit », mais il ajoute aussi sur le développement relationnel de Fūtarō avec les quintuplées, qu'il qualifie de « formidable » par le « soin apporté aux interactions et à la façon dont elles s'entremêlent ».
Dans sa chronique consacrée à la première partie de la série, composée des quatre premiers tomes, Koiwai de Manga-news.com décrit la série comme assez classique dans le déroulement de sa trame pour une comédie romantique scolaire mais qui est réalisé d'une « très bonne manière ». Il met aussi en exergue le développement des personnages avec l'exposition des différentes personnalités stéréotypées des quintuplées devenant « plus attachante[s] » au fur et à mesure de leurs interactions avec Fūtarō, ce dernier progressant de même aux côtés des filles. L'idée d'Haruba de dévoiler une partie de la conclusion de l'œuvre dans un saut en avant dès le début est jugée « assez simple mais hautement stimulante » par le chroniqueur, car elle permet à l'auteur de s'y attarder petit à petit par « la construction scénaristique et l'évolution des personnages ». Globalement, la version française lui paraît « tout à fait honnête », félicitant au passage le travail de Noëmie Chevalier sur le logo des couvertures adapté selon la sœur mise en avant, et la traduction de Soizic Schoonbroodt qui est « claire, fluide » dont les différentes personnalités des personnages « ressortent suffisamment ».
Paul Jensen pour Anime News Network considère la première saison de la série d'animation comme « agréable à suivre de semaine en semaine », et tient à préciser que même si elle « n'a jamais tout à fait dépassé ses modestes ambitions », elle parvient à se démarquer des autres œuvres de son genre en « défiant le stéréotype de la comédie d'harem médiocre en livrant une histoire qui fonctionne pour un large public sans jamais trop s'appuyer sur la béquille du fan service ». Quant à Patrick Frye de Monsters and Critics, il note qu'il y avait « peu ou pas d'éléments récurrents au ecchi ou de fan service dégradant et que les filles dépassent les stéréotypes initiaux et deviennent des personnages étoffés qui créent une dynamique amusante avec le personnage principal, Futaro Uesugi. Le public est fatigué de voir un homme lambda et chanceux trébucher à travers des scénarios improbables. Au lieu de cela, l'attitude pragmatique de Futaro l'emporte ». Pour Koiwai de Manga-news.com, la première saison de l'adaptation en série d'animation « ne prend aucun véritable risque » en étant fidèle au manga d'origine, ce qu'il estime comme une bonne décision « au vu de ce que propose le support papier », ajoutant en outre que les comédiens de doublage sont pleinement dans leur rôle et la bande originale convenant aux différentes scènes.

### Ventes
En août 2018, les six volumes de la série ont dépassé les 700 000 exemplaires,. Le million de copies est atteint en octobre 2018. En février 2019, le tirage de la série s'élève à 3 millions d'exemplaires. En juin 2019, le tirage de la série a atteint les 5 millions de copies. Fin janvier 2020, la série a atteint les 10 millions d'exemplaires. En avril 2020, le tirage de Go-tōbun no hanayome a dépassé les 12 millions de copies. Avec la sortie du 14e volume en avril 2020, le tirage total de la série a franchi le cap des 12 millions d'exemplaires. En janvier 2021, le tirage total de la série a dépassé les 14,5 millions de copies.
Trois jours après sa sortie, le troisième volume du manga a atteint la 28e place du classement hebdomadaire des ventes de mangas de l'Oricon, avec 27 302 exemplaires vendus. Le quatrième volume s'est vendu en 45 009 copies en quatre jours et est classé 9e pour la semaine du 14 au 20 mai 2018 ; la semaine suivante, il est à la 15e place pour 22 061 exemplaires écoulés de plus ; pour la troisième semaines consécutive du 28 mai au 3 juin 2018, le quatrième volume est classé 48e pour 11 181 copies de plus.
Pour la semaine du 16 au 22 juillet 2018, le cinquième volume s'est écoulé en 60 825 exemplaires finissant à la 9e place de l'Oricon ; il se retrouve 48e du classement la semaine suivante, 19 119 copies de plus sont vendus. Le sixième volume est 7e du classement durant la semaine du 10 au 16 septembre 2018 avec 48 379 exemplaires écoulés.
La série est la sixième la plus vendue de BookWalker, l'une des plus grandes librairies numériques au Japon, pour le premier semestre de 2019. Go-tōbun no hanayome est la 5e série du classement de l'Oricon des mangas les plus vendus en 2019 avec 5 895 000 exemplaires écoulés. La série figure à la 3e place du classement de l'Oricon des mangas les plus vendus pour la première moitié de 2020 sur des ventes de 18 novembre 2019 au 17 mai 2020, avec 4 240 192 copies écoulées, après Demon Slayer: Kimetsu no Yaiba de Koyoharu Gotōge et One Piece d'Eiichirō Oda.
La chaine télévisée Tokyo Broadcasting System (TBS), productrice de la série d'animation, indique dans son compte de résultat pour le troisième trimestre fiscal de 2020 qu'elle a enregistré une augmentation de 16% dans ses ventes dans la catégorie animation par rapport à la précédente année. Sur les 652 millions de yens générés dans cette catégorie, TBS attribue cette amélioration de ses performances économiques aux ventes physiques de la première saison de The Quintessential Quintuplets.